# Branch (Arkansas)
Branch es una ciudad en el Condado de Franklin, Arkansas, Estados Unidos. Forma parte del área metropolitana de Fort Smith. En el censo de 2000 la población era de 357 habitantes.

## Geografía
Branch se localiza a 35°18′31″N 93°57′20″O / 35.30861, -93.95556. De acuerdo con la Oficina del Censo de los Estados Unidos, la ciudad tiene un área total de 9,2 km², de los cuales el 100% es tierra.

## Demografía
Para el censo de 2000, había 357 personas, 141 hogares y 106 familias en la ciudad. La densidad de población era 38,8 hab/km². Había 155 viviendas para una densidad promedio de 16,8 por kilómetro cuadrado. El 96,08% eran blancos, 1,68% amerindios, 0,84% asiáticos, 0,56% de otras razas y 0,84% de dos o más razas. 0,56% de la población eran hispanos o latinos.
Se contaron 141 hogares, de los cuales el 31,9% tenían niños menores de 18 años, en el 63,8% había una pareja casada, el 6,4% tenían una mujer como cabeza del hogar sin marido presente y el 24,8% eran hogares no familiares. El 21,3% de los hogares estaban constituidos por una sola persona y el 7,8% tenían a alguien mayor de 65 años viviendo solo. La cantidad de miembros promedio por hogar era de 2,53 y el tamaño promedio de familia era de 2,92 personas.
El 24,4% de los habitantes de la ciudad eran menores de 18 años, el 7,0% tenían entre 18 y 24 años, el 29,7% entre 25 y 44, el 24,6% entre 45 y 64 y el 14,3% tenían 65 o más años. La edad media era de 37 años. Por cada 100 mujeres había 108,8 varones. Por cada 100 mujeres mayores de 18 años había 103,0 varones.
El ingreso medio para un hogar en la ciudad fue de $29.531 y el ingreso medio para una familia $33.750. Los hombres tuvieron un ingreso promedio de $21.875 contra $17.266 de las mujeres. El ingreso per cápita de la ciudad fue de $15,317. Cerca de 6,9% de las familias y 9,9% de la población estaban por debajo de la línea de pobreza, 16,9% de los cuales eran menores de 18 años y ninguno era mayor de 65.